# 1972년 하계 올림픽 오스트리아 선수단
1972년 하계 올림픽 오스트리아 선수단은 서독 뮌헨에서 개최된 1972년 하계 올림픽에 참가한 올림픽 오스트리아 선수단이다.

## 복싱
| 선수 | 세부 종목 | 64강           | 32강           | 16강           | 8강            | 준결승         | 결승           | 결승 |
| 선수 | 세부 종목 | 상대 선수 결과 | 상대 선수 결과 | 상대 선수 결과 | 상대 선수 결과 | 상대 선수 결과 | 상대 선수 결과 | 순위 |

## 참고 자료
- (영어) “Austria at the 1972 München Summer Games”. SR/Olympic Sports. 2009년 5월 23일에 원본 문서에서 보존된 문서. 2011년 10월 13일에 확인함.